# L'Amour d'Emmanuelle

L'Amour d'Emmanuelle est un téléfilm érotique français de Francis Leroi diffusé en 1993.

## Synopsis
Emmanuelle se retire dans un monastère au Tibet, où elle veut accéder à son moi profond. Elle reçoit un pouvoir mystique qui lui redonne la jeunesse et lui permet de pénétrer l'âme d'autres femmes. À présent, elle cherche son grand amour Mario. Quand ils se retrouvent, il ne peut croire qu'il s'agit d'Emmanuelle. Elle lui raconte alors tous les savoureux détails de son passé.

## Fiche technique
- Titre : L'Amour d'Emmanuelle
- Réalisation : Francis Leroi
- Origine : France
- Durée : 83 min
- Format : couleurs

## Distribution
- Marcela Walerstein : Emmanuelle jeune
- George Lazenby : Mario
- Sylvia Kristel : Emmanuelle
- Joel Bui : Atisan Khan